# توماس شابمان
توماس شابمان (14 مايو 1918 - 20 فبراير 1979)  (بالإنجليزية: Thomas Chapman)‏ هو لاعب كريكت بريطاني (وحمل سابقاً جنسية المملكة المتحدة لبريطانيا العظمى وأيرلندا).

## وصلات خارجية
- توماس شابمان على موقع إي آس بي آن كريك إنفو (الإنجليزية)